# Giovanni di Bicci de’ Medici

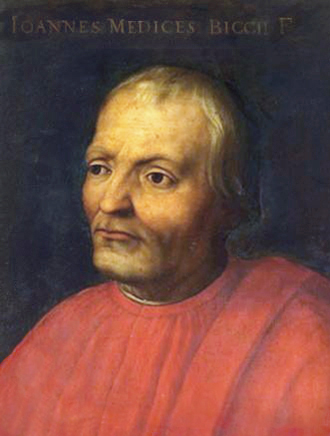
Giovanni di Bicci de’ Medici

Giovanni di Bicci de’ Medici (* 1360; † 1429) war ein Florentiner Händler und Bankier, der sich durch geschickte Geschäftsbeziehungen ein großes Vermögen erworben hatte. Er war Neffe des Bankiers Vieri di Cambio de’ Medici und Vater von Lorenzo und Cosimo de’ Medici.
Giovanni stammte aus einem relativ unbedeutenden Zweig der Medici-Familie, den Bicci (de’ Medici). Sie waren weitgehend durch den politischen Prestigeverlust infolge des Ciompi-Aufstandes und der anschließenden Diktatur Salvestro de’ Medici verschont geblieben.
Er begann 1380 als kleiner Geldverleiher und stieg dann in die römische Niederlassung der Bank seines Onkels, Vieri de’ Medici, ein, wo er 1385 zum Minderheitspartner wurde und die Filiale in Rom unter dem Namen Vieri e Giovanni de’ Medici in Roma führte. Mithilfe eines kleinen Vermögens aus der Heirat mit Piccarda Bueri kaufte sich Giovanni di Bicci de’ Medici 1393 die Filiale in Rom. 1397, zwei Jahre nach dem Tod seines Onkels, verlegte er seine Aktivitäten nach Florenz und gründete gemeinsam mit der Familie Bardi die Banco Medici. Die Verbindung zu der Familie Bardi wurde durch die Heirat von Giovannis Sohn Cosimo mit Contessina de´Bardi de Vernio untermauert. Dies und andere Dienste für die päpstlichen Finanzen bildete die Grundlage des späteren Aufstiegs der Medici zu einer der mächtigsten Familien der damaligen Zeit in Europa. 1402 wurde eine Bankfiliale in Venedig gegründet. Eine Zweigstelle in Neapel konnte sich langfristig nicht behaupten, aufgrund politischer Unruhen. In Rom erwirtschaftete das Unternehmen zwischen 1397 und 1420, laut Raymond de Roovers, mehr als 75.000 fiorini. Der gesamte Gewinn betrug in dieser Zeitspanne um die 150.000 fiorini, von dem nur ein Sechstel aus Florenz stammte.
1420 wurde das Unternehmen umstrukturiert, Giovanni überließ die Geschäftsführung und das Vermögen seinen Söhnen Lorenzo und Cosimo de’ Medici, die beide zusammen zwei Drittel des Gewinnes erhielten; das restliche Drittel kam den Bardi zu. Machiavelli schreibt Giovanni die Durchsetzung eines neuen Steuergesetzes zu, welches am 25. Mai 1427 inkraft trat und eine Vermögensabgabe plus Kopfsteuer vorsah, realistischer erscheint aber ein Impuls seitens der Familie Albizzi. Im Zuge dessen wurden 1428 Hauptbuchkontrollen durchgeführt, die Einblicke in den damaligen Besitz Giovannis geben. Er soll zu diesem Zeitpunkt zwei Landhäuser, 57 Bauernhöfe, zwei Wassermühlen, zwei Gasthäuser sowie weitere Immobilien zur Weitervermietung und der Lagerung von Feldfrüchten besessen haben. Damit wurden seine steuerpflichtigen Werte nur von Palla Strozi, einem führenden florentinischen Patrizier übertroffen. Zudem soll, laut Machiavelli, Giovanni seinen beiden Söhnen 1429 am Sterbebett geraten haben so viel Politik wie nötig zu betreiben, um die soziale und politische Stellung zu wahren, aber es dabei zu belassen, um keine Missgunst zu erwecken. Nach seinem Tod baute Cosimo die Machtposition der Medici weiter aus.